# Stanford Stadium
Stanford Stadium är en utomhusarena för i huvudsak college football som ligger på Stanford Universitys campus i Kalifornien i USA. Det är hemmaplan för universitets lag Cardinal, och öppnade 1921 som en kombinerad stadion för friidrott och amerikansk fotboll.

## Historik

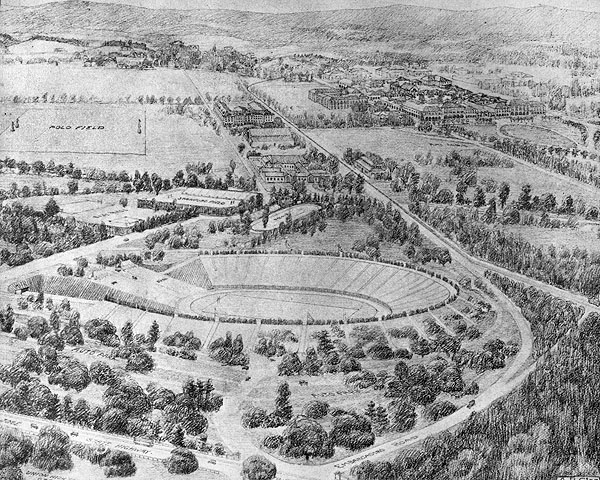
Stanford Stadium 1921.

Stanford Stadium byggdes på fem månader 1921 och invigdes 19 november som ersättare till Stanford Field. Den var vid invigningen hästskoformad, hade stampat jordgolv som underlag och träläktare med kapacitet för 60 000 åskådare. För att skydda arenan mot jordbävningar byggdes den på insidan av höga jordvallar. Den första matchen spelades mot rivalen, Berkeley universitets, Golden Bears, och hemmalaget förlorade med 42–7.
Arenan byggdes ut flera gånger, och nådde sin maxkapacitet på 90 000 åskådare 1935 som den hade till 1970. Därefter sänktes kapaciteten till ungefär 50 000 åskådare 2005.
År 1932 var stadion värd för amerikanska mästerskapen i friidrott. 1935 satte Stanford Stadium publikrekord för en enstaka match, när 94 000 åskådare såg Cardinals vinna med 13–0 över Golden Bears.
I januari 1985 hölls Super Bowl XIX i Stanford Stadium, där San Francisco 49ers besegrade Miami Dolphins med 38–16. Den 22 oktober 1989 spelade San Francisco 49ers en hemmamatch på stadion mot New England Patriots, eftersom deras hemmaarena, Candlestick Park, hade skadats i Loma Prieta-skalvet fem dagar tidigare.
Stadion var värd för flera fotbollsmatcher under olympiska sommarspelen 1984, herrarnas fotbolls-VM 1994 och damernas VM 1999. Dessutom spelar San Jose Earthquakes årligen en match i amerikanska högsta ligan i fotboll, Major League Soccers, på arenan sedan 2011. Sedan 2012 är det matchen mot rivalen Los Angeles Galaxy.

### 2005–2006 rivning och återuppbyggnad

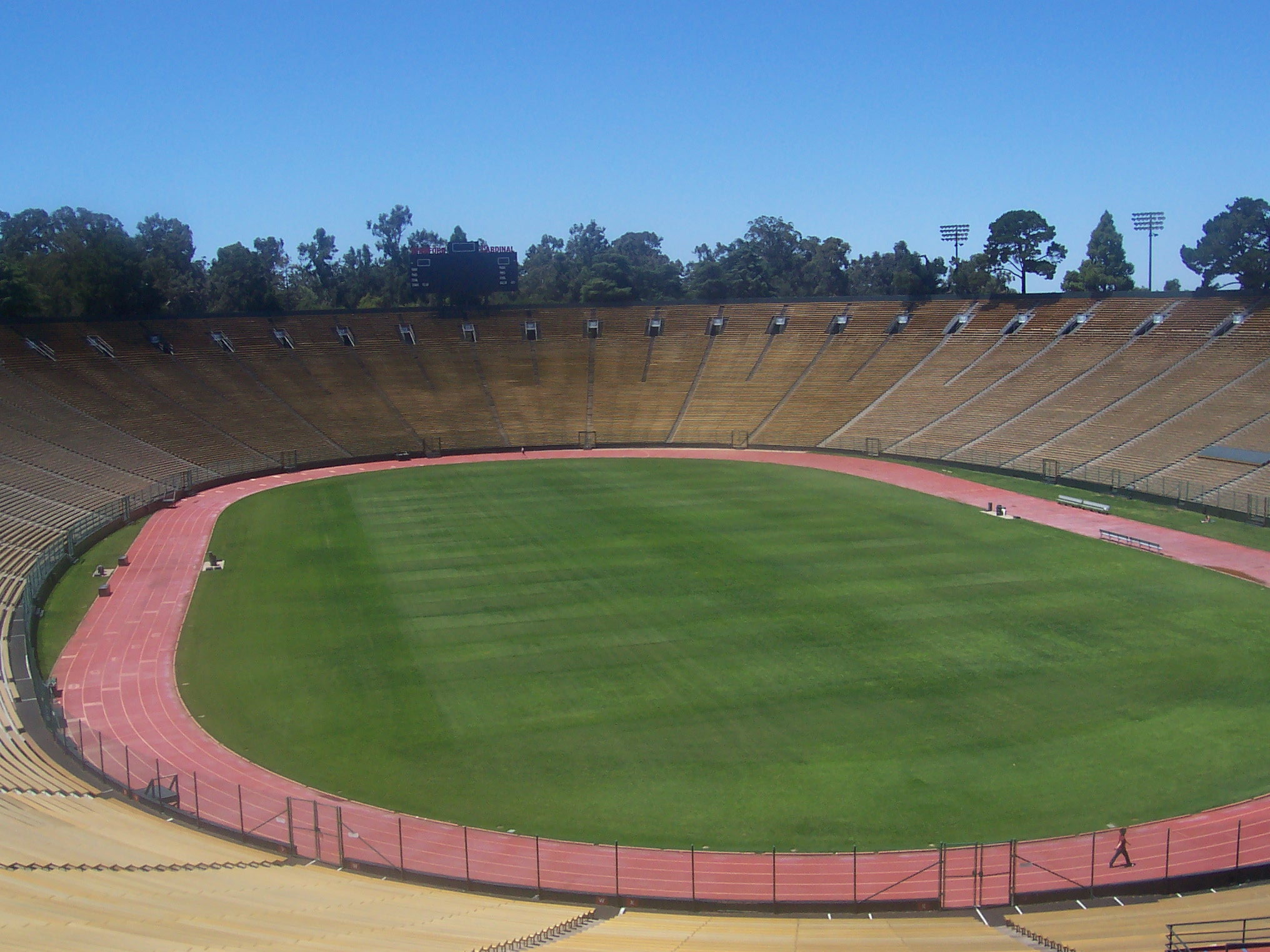
Planen med löparbanan i maj 2004.

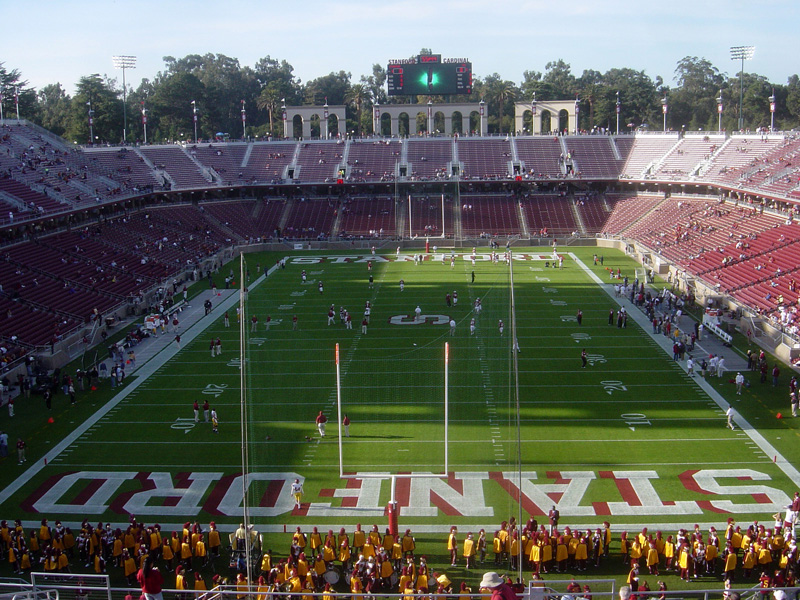
Nya layouten, bild från 2006.

Efter att San Francisco förlorade budet att anordna Olympiska sommarspelen 2012, där en nyrenoverad Stanford stadium var tänkt att bli huvudarena, valde man att bygga om arenan till en intimare mer renodlad amerikansk fotbollsstadion. Kapaciteten sattes till 50 000, vilket stämde bättre med behovet och ändå var tillräckligt för att kunna arrangera internationella fotbollsevenemang.
Ombyggnaden började omedelbart efter Cardinals sista hemmamatch under säsongen 2005, när bulldozrar började gräva bort planen i en ceremoni som hölls för kvardröjande åskådare. Målet var att spela första matchen följande säsong, 9 september, men en ovanligt blöt sommar försköt öppningsmatchen mot amerikanska flottans lag till den 16:e samma månad.
Den nya arenan är rektangulär, fick omkring 50 000 platser och är belägen ungefär 9 meter under marknivå. Läktarna är resta på insidan av de gamla jordvallarna, vilka fortfarande är synliga utifrån.